# Animalia (album)
Animalia è il primo album in studio del gruppo musicale britannico Mammal Hands, pubblicato il 15 settembre 2014 dalla Gondwana Records.

## Tracce
1. Mansions of Millions of Years – 6:07
2. Snow Bough – 2:37
3. Kandaiki – 5:15
4. Spinning the Wheel – 4:37
5. Bustle – 4:29
6. Inuit Party – 5:52
7. Street Sweeper – 3:14
8. Tiny Crumb – 7:46

## Formazione
Gruppo
- Jordan Smart – sassofono
- Nick Smart – pianoforte
- Jesse Barrett – batteria, tabla

Produzione
- Matthew Halsall – produzione, missaggio
- George Atkins – registrazione, missaggio, mastering